# Andainville
Andainville és un municipi francès situat al departament del Somme i a la regió dels Alts de França. L'any 2007 tenia 226 habitants.

## Demografia

### Població

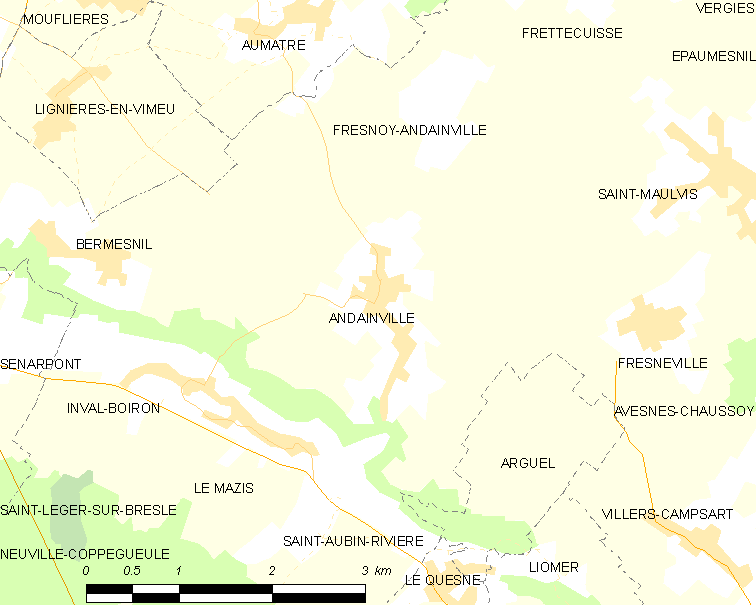

El 2007 la població de fet d'Andainville era de 226 persones. Hi havia 84 famílies de les quals 16 eren unipersonals (12 homes vivint sols i 4 dones vivint soles), 36 parelles sense fills, 24 parelles amb fills i 8 famílies monoparentals amb fills.
La població ha evolucionat segons el següent gràfic:
Habitants censats

### Habitatges

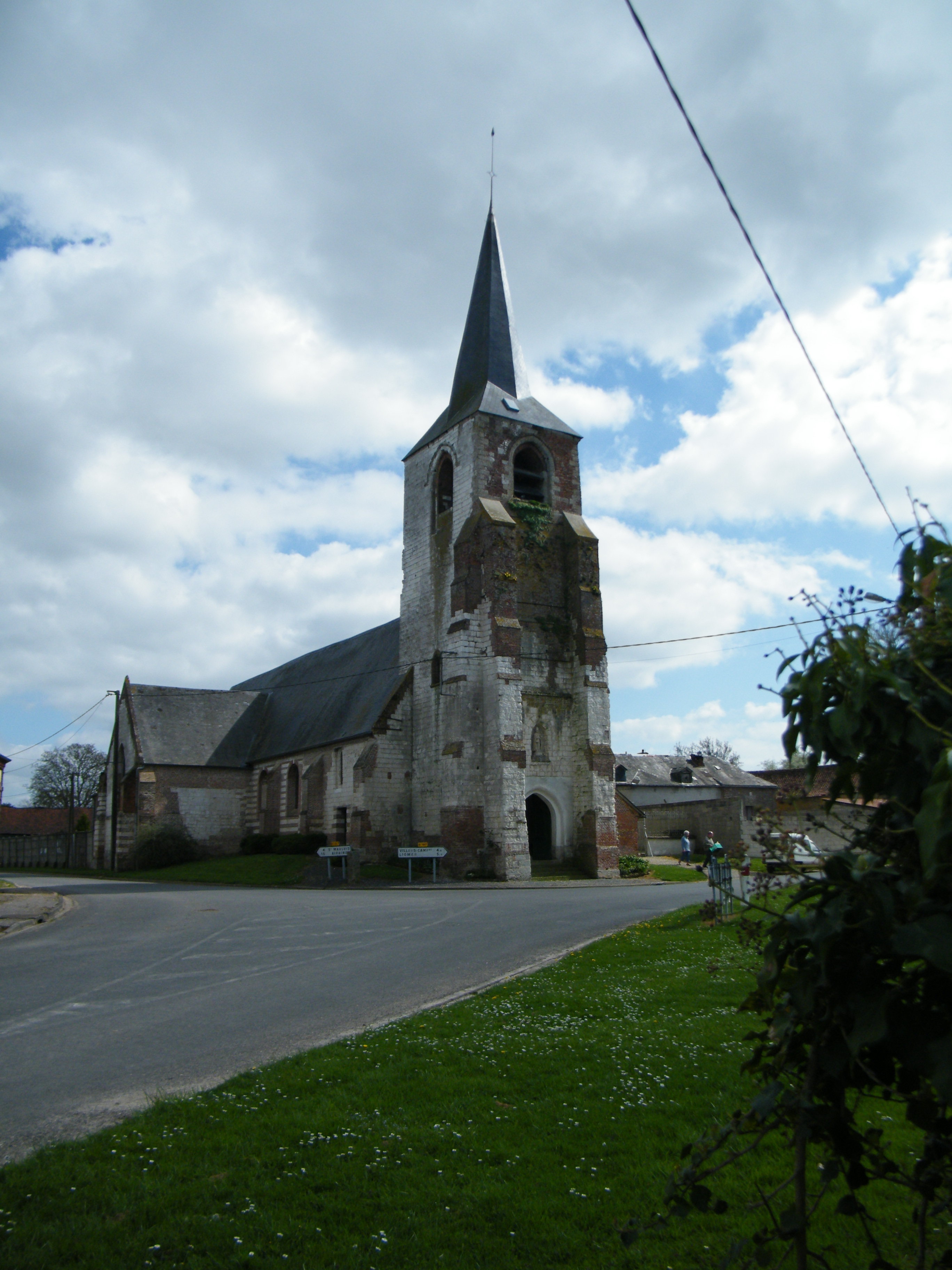

El 2007 hi havia 111 habitatges, 87 eren l'habitatge principal de la família, 20 eren segones residències i 4 estaven desocupats. 110 eren cases i 1 era un apartament. Dels 87 habitatges principals, 75 estaven ocupats pels seus propietaris, 9 estaven llogats i ocupats pels llogaters i 3 estaven cedits a títol gratuït; 4 tenien dues cambres, 8 en tenien tres, 22 en tenien quatre i 53 en tenien cinc o més. 81 habitatges disposaven pel capbaix d'una plaça de pàrquing. A 37 habitatges hi havia un automòbil i a 41 n'hi havia dos o més.

### Piràmide de població

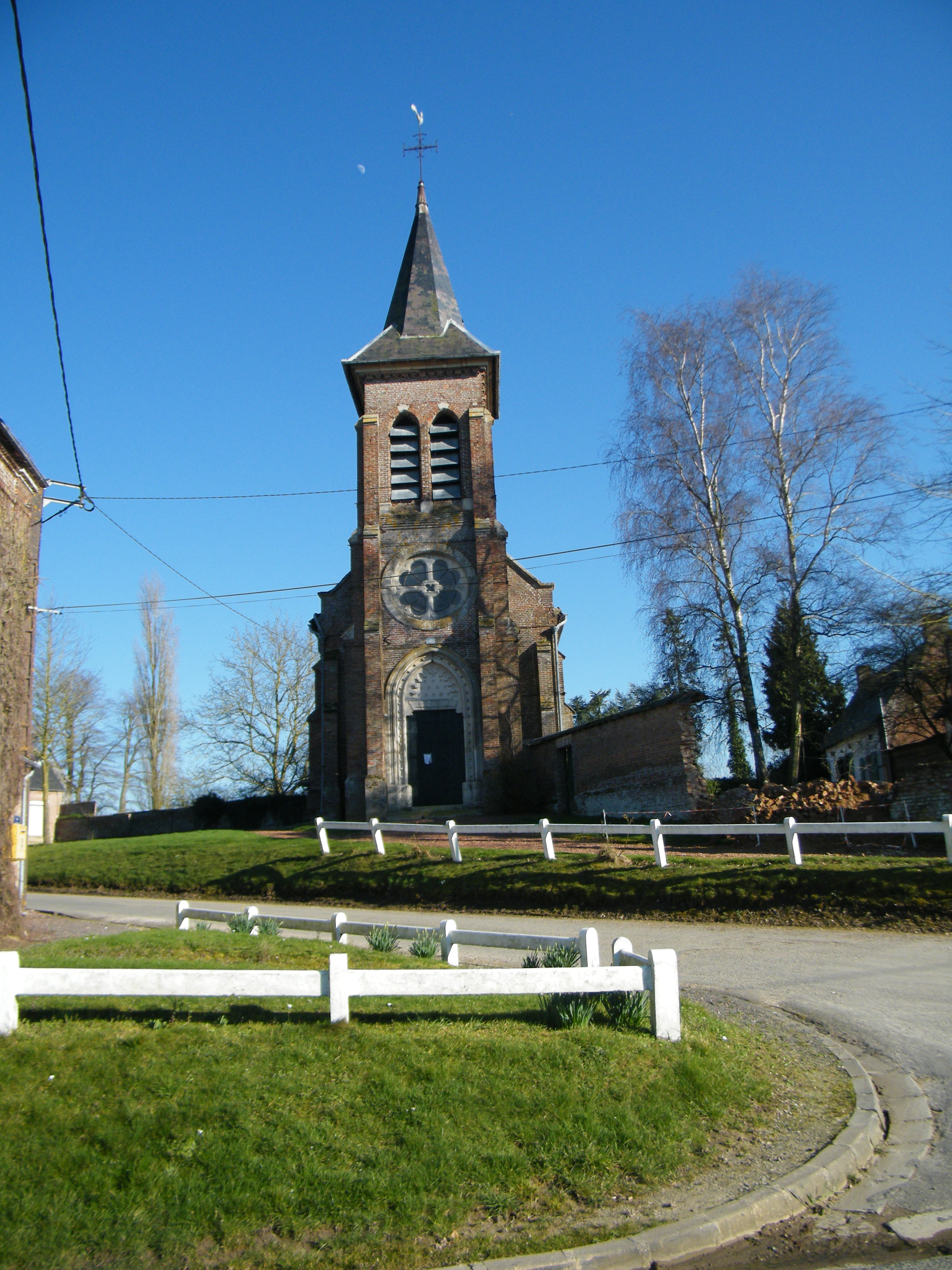

La piràmide de població per edats i sexe el 2009 era:
| Homes | Edats   | Dones |
| ----- | ------- | ----- |
| 1     | 95 o +  | 0     |
| 1     | 90 a 94 | 0     |
| 0     | 85 a 89 | 2     |
| 1     | 80 a 84 | 4     |
| 1     | 75 a 79 | 9     |
| 6     | 70 a 74 | 5     |
| 5     | 65 a 69 | 7     |
| 6     | 60 a 64 | 4     |
| 4     | 55 a 59 | 3     |
| 7     | 50 a 54 | 5     |
| 7     | 45 a 49 | 8     |
| 7     | 40 a 44 | 6     |
| 10    | 35 a 39 | 10    |
| 4     | 30 a 34 | 6     |
| 3     | 25 a 29 | 2     |
| 4     | 20 a 24 | 5     |
| 12    | 15 a 19 | 8     |
| 7     | 10 a 14 | 6     |
| 6     | 5 a 9   | 2     |
| 9     | 0 a 4   | 3     |

## Economia
El 2007 la població en edat de treballar era de 147 persones, 96 eren actives i 51 eren inactives. De les 96 persones actives 89 estaven ocupades (51 homes i 38 dones) i 7 estaven aturades (2 homes i 5 dones). De les 51 persones inactives 18 estaven jubilades, 15 estaven estudiant i 18 estaven classificades com a «altres inactius».

### Ingressos

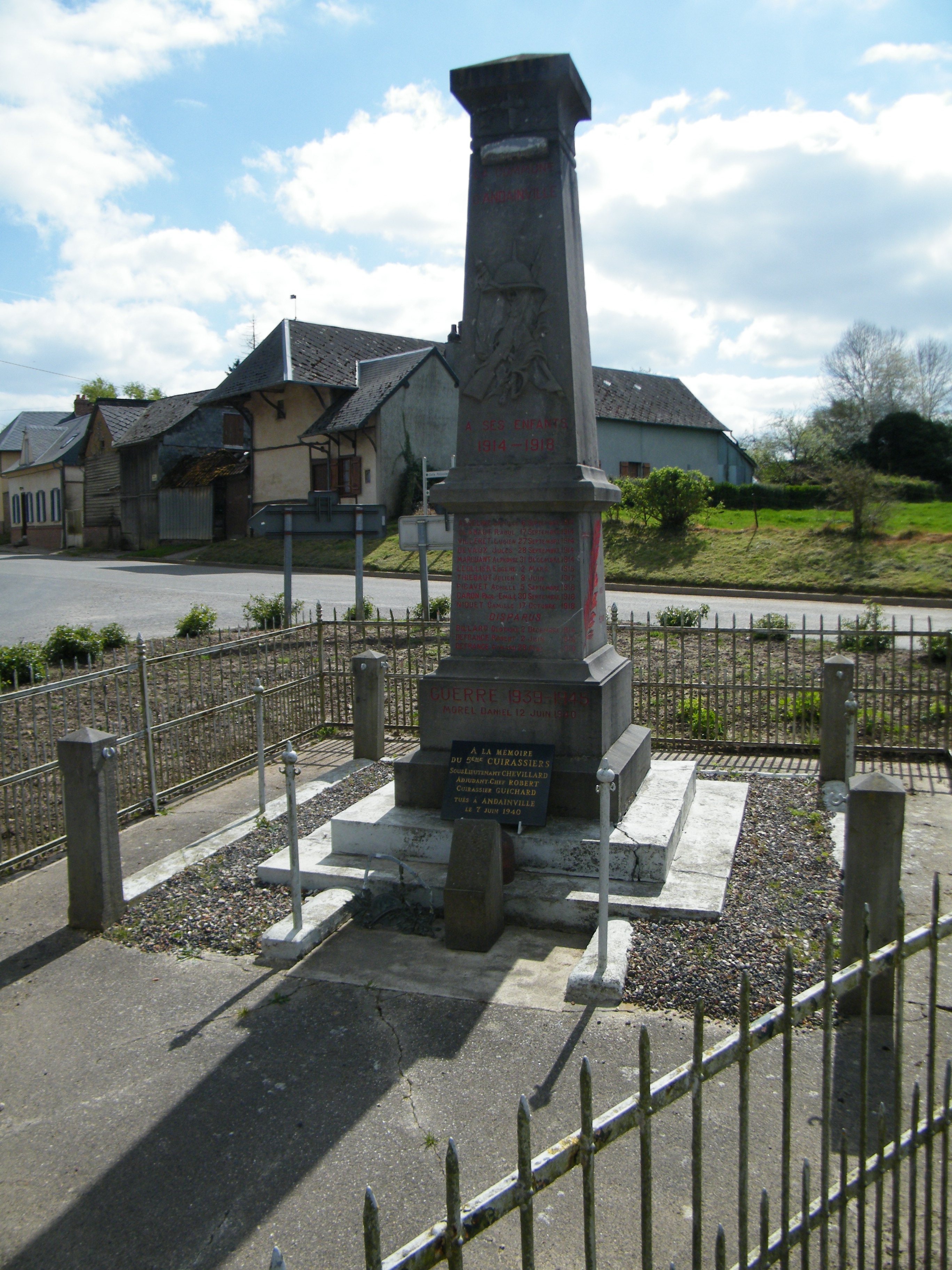

El 2009 a Andainville hi havia 88 unitats fiscals que integraven 219 persones, la mediana anual d'ingressos fiscals per persona era de 15.959 €.

### Activitats econòmiques
Dels 5 establiments que hi havia el 2007, 1 era d'una empresa de fabricació d'altres productes industrials, 2 d'empreses de construcció, 1 d'una empresa d'hostatgeria i restauració i 1 d'una empresa de serveis.
Dels 3 establiments de servei als particulars que hi havia el 2009, 1 era un paleta, 1 fusteria i 1 restaurant.
L'any 2000 a Andainville hi havia 19 explotacions agrícoles que ocupaven un total de 741 hectàrees.

## Equipaments sanitaris i escolars

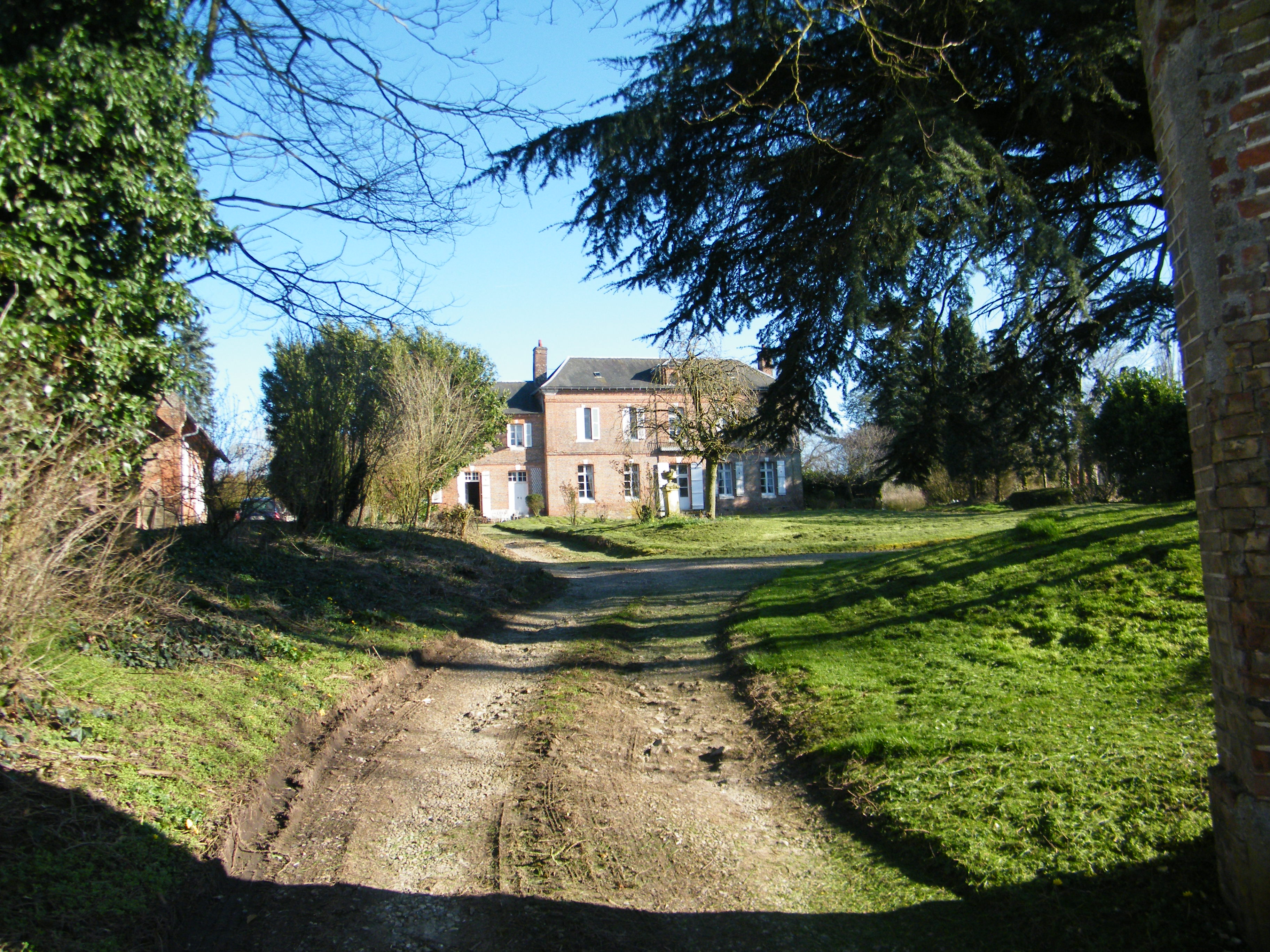
castell

El 2009 hi havia una escola maternal integrada dins d'un grup escolar amb les comunes properes formant una escola dispersa.

## Poblacions més properes

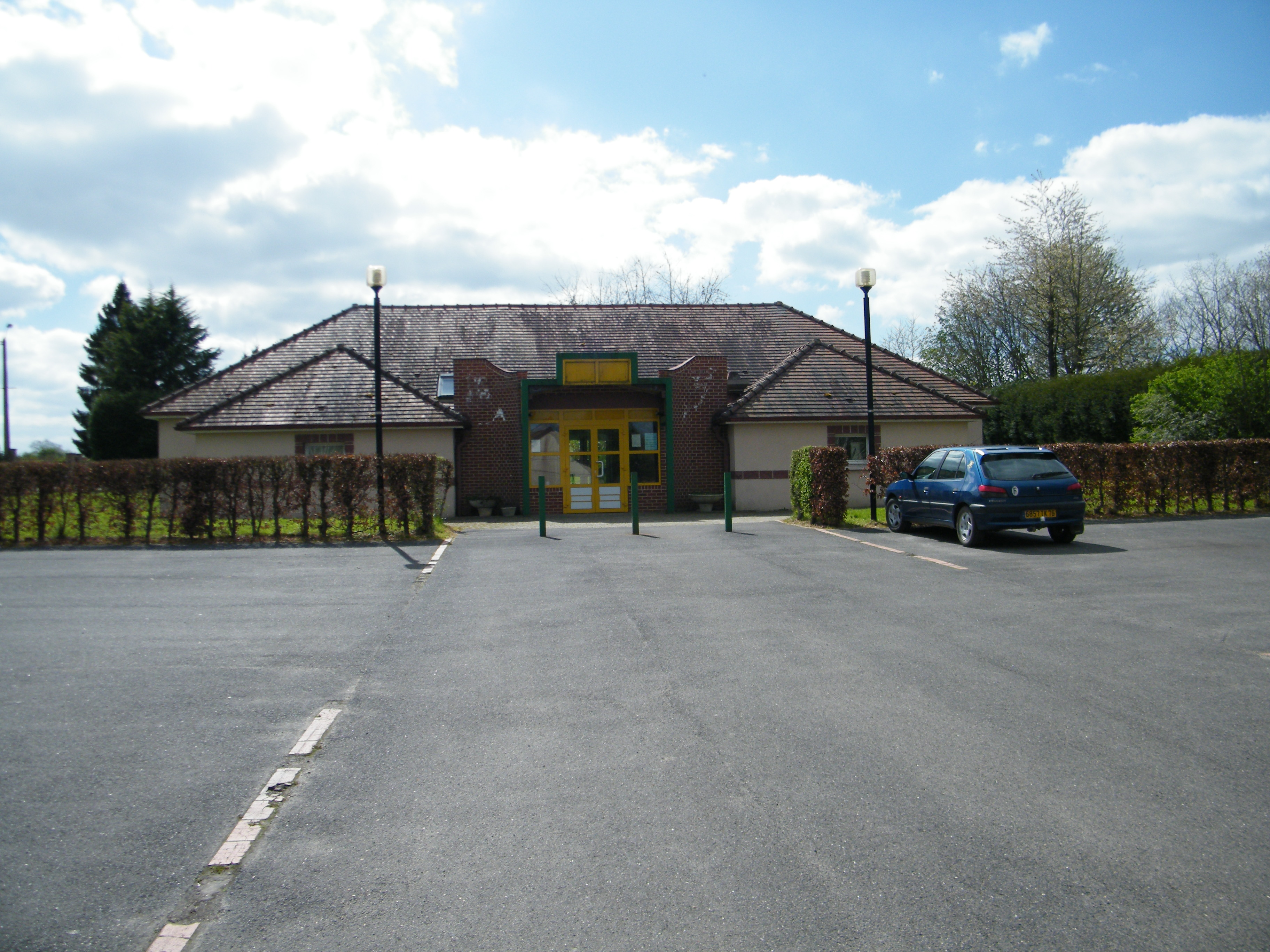

El següent diagrama mostra les poblacions més properes.